# 230

230(이백삼십)은 229보다 크고 231보다 작은 자연수다.

## 수학
- 합성수로, 그 약수는 1, 2, 5, 10, 23, 46, 115, 230이다. 진약수의 합은 202이므로, 230은 부족수다.
- 21번째 쐐기수다. 앞의 쐐기수는 222, 다음 쐐기수는 231이다.
- {\displaystyle 230=28+45+66+91}
  - 연속하는 네 육각수의 합으로 나타낼 수 있는 수다. 이 성질을 지닌 앞의 수는 154, 다음 수는 322이다.
- {\displaystyle 230=6^{2}+7^{2}+8^{2}+9^{2}}
  - 연속하는 네 자연수의 제곱합으로 나타낼 수 있는 수다. 이 성질을 지닌 앞의 수는 174, 다음 수는 294다.
- {\displaystyle 91^{2}-1}은 230으로 나누어떨어진다.

## 과학
- 우라늄-230(U-230): 우라늄의 동위 원소.
- NGC 230: 고래자리 방향에 있는 나선은하.

## 교통

### 철도
- 서울 지하철 2호선 신림역의 역번호.
- 부산 도시철도 2호선 모라역의 역번호.
- 대구 도시철도 2호선 반월당역의 역번호.

### 도로
- 일본 230번 국도(일본어판): 홋카이도 삿포로시 주오구에서 구도군 세타나정까지 이어지는 일본의 국도.
- 현도 제230호선

## 군사
- U-230(영어판, 독일어판): 제2차 세계 대전에 사용된 나치 독일의 군용 잠수함.

## 문화유산
- 대한민국의 국보 제230호: 혼천의 및 혼천시계
- 대한민국의 보물 제230호: 여주 신륵사 대장각기비
- 대한민국의 사적 제230호: 천안 유관순 열사 유적

## 방송
- B tv의 리빙TV 채널 번호.
- U+ TV의 한경아르떼TV 채널 번호.
- LG헬로비전의 WeeTV 채널 번호.
- B tv 케이블에서 미국 국제 방송인 CNN 인터내셔널의 채널 번호.

## 기타
- 날짜: 2월 30일
- 연도: 230년, 기원전 230년
- 230년대
- 한국십진분류법에서 기독교에 관한 책들이 분류되는 번호.